# ستيف هوبان
ستيف هوبان هو منتج أفلام كندي، ولد في 1964 في أوتاوا في كندا.

## وصلات خارجية
- ستيف هوبان على موقع IMDb (الإنجليزية)
- ستيف هوبان على موقع قاعدة بيانات الفيلم (الإنجليزية)